# Ryszard Górecki
Ryszard Górecki (* 22. Juni 1956 in Słubice) ist ein polnischer Maler und Objektkünstler.

## Leben
Nach seinem Abschluss der Fachschule für Forstwirtschaft studierte er von 1975 bis 1980 an der Pädagogischen Hochschule in Zielona Góra. Ende der 1970er Jahre begann er zu malen. 1980 gründete er in Słubice die Galeria Prowincjonalna, deren Kurator er bis 2002 war. Dort debütierten Katarzyna Józefowicz und Dominik Lejman. Seit Mitte der 1990er Jahre ist er auch als Objektkünstler tätig.
Górecki lebt und arbeitet in Słubice und Berlin.

## Ausstellungen (Auswahl)

### Einzelausstellungen
- 1993: Gemälde, Städtische Galerie, Strausberg
- 1993: Gemälde, Galeria Miejska, Gorzów Wielkopolski
- 1995: Gemälde, Galeria Gallus, Frankfurt an der Oder
- 1995: Gemälde, Galeria Polony, Poznań
- 1998: Objekte, Pracownia Zastępcza, Poznań
- 1999: Gemälde, Galeria Koło, Danzig
- 1999: Don’t Worry, Galeria Miejska Arsenał, Poznań
- 2000: The End, Muzeum Lubuskie, Gorzów
- 2000: Das Leben ist Langweilig, Frankfurt Kunstverein, Frankfurt an der Oder
- 2000: Happiness, Galeria Amfilada, Szczecin
- 2000: Polonia Słubice, Galeria Miejska BWA, Zielona Góra, zusammen mit Hubert Czerepok
- 2001: For You, Künstlerhaus Schloss Wiepersdorf
- 2001: Now, Bałtycka Galeria Sztuki Współczesnej, Słupsk
- 2004: Wow, Schillerpalais Kunst und Aktionsraum, Berlin
- 2004: Pomaluj to, Galeria Kronika, Bytom
- 2005: Pop and Politics, Galerie Zeisler, Berlin
- 2005: Największe tajemnice świata, Galeria Miejska BWA, Zielona Góra
- 2009: Bruto, Galeria Miejska BWA, Zielona Góra
- 2009: Ostatni dzień lata, Galeria Pies, Poznań

### Sammelausstellungen
- 1988: Ogólnopolski Konkurs Malarski, Galeria Miejska Arsenał, Poznań
- 1989: Międzynarodowe Triennale Portretu, BWA, Radom
- 1990: Oddech, Klub Medyków, Warschau
- 1991: Malarstwo z Polski, Kulturzentrum, Aalborg
- 1992: Sacrum w sztuce, Museum Junge Kunst, Frankfurt an der Oder
- 1994: Malerei, Kunstspeicher, Friedersdorf
- 1994: Kreuzwege, Museum Galerie, Altranft
- 1998: Identität, Städtische Galerie, Fürstenwalde
- 1998: Subjective Topografien, Kap, Arcona/Rügen
- 1998: Kolekcja, Galeria Prowincjonalna, Słubice
- 2001: Sztuka współczesna z Europy Wschodniej, Kunstraum B/2, Leipzig
- 2003: Dekada. Paszporty Polityki, CSW Zamek Ujazdowski, Warschau
- 2006: Patriotyzm jutra, Wyspa Progress, Danzig
- 2006: W samym centrum uwagi, CSW Zamek Ujazdowski, Warschau
- 2007: Betonowe dziedzictwo, CSW Zamek Ujazdowski, Warschau
- 2008: Książka w sztuce i kulturze polskiej, Delikatesy, Kraków

## Auszeichnungen (Auswahl)
- 1994 Paszport Polityki in der Kategorie Plastik